# Afrikaans kiejtés
Az afrikaans nyelv a 17. században alakult ki a holland nyelvből. Az akkori nyelvi állapotoknak megfelelő hangállományt és helyesírást örökölt, mely az évek során némiképp leegyszerűsödött, és a hollandhoz képest egységesebbé vált.
A mai afrikaans helyesírása egyszerűbb és fonetikusabb, mint a mai hollandé. Az átvett idegen szavakat beépítették a nyelvbe, csak néhány, friss kölcsönzés tartotta meg az eredeti helyesírását.

## Az ábécé
Az ábécé a következő 21 betűből áll: A, B, C, D, E, F, G, H, I, J, K, L, M, N, O, P, Q, R, S, T, U, V, W, X, Y, Z.
Csak idegen eredetű nevekben és szavakban használatosak a c, q, x, z betűk.

## A hangsúly
A hangsúly általában a szavak első szótagjára esik. A be-, ge-, her-, ont-, ver- igekötők sohasem lehetnek hangsúlyosak. A helyesírás a hangsúlyt nem jelöli. Nyelvtankönyvekben előfordulhat a hangsúly éles ékezettel való jelölése (pl.: belóóf).

## A magánhangzók
Az afrikaans irodalmi nyelvben a következő magánhangzók találhatók:
|             | Elöl képzett | Középen képzett | Hátul képzett |
| ----------- | ------------ | --------------- | ------------- |
| Zárt        | [i]          | [y]             | [u]           |
| Félig zárt  | [e]          | [ə]             |               |
| Félig nyílt | [ɛ]          | [œ]             | [ɔ]           |
| Nyílt       | [æ]          | [a]             | [ɐ]           |

Ezeknek a hangoknak megvan a hosszú párjuk is, bár némelyik csak egyes nyelvjárásokban fordul elő.
Mivel az afrikaans helyesírása nem teljesen fonetikus, ezért a fenti hangokat a helyesírás a következő betűkkel írja le:
| Betű(k) | Betű(k)         | Betű(k)                      | Hang(ok) | Példák                               |
| ------- | --------------- | ---------------------------- | -------- | ------------------------------------ |
| a       | hangsúlyosan    | nyílt szótagban              | [aː]     | vader [ˈfaːdər]                      |
| a       | hangsúlyosan    | mássalhangókapcsolatok előtt | [ɐ]      | appel [ˈɐpəl]                        |
| a       | hangsúlyosan    | egyébként                    | [a]      | nat [nat]                            |
| a       | hangsúlytalanul | szó végén                    | [ɐ]      | Afrika [ˈafrəkɐ]                     |
| a       | hangsúlytalanul | egyébként                    | [a]      | aantal [ˈaːntal]                     |
| aa      |                 |                              | [aː]     | naam [naːm]                          |
| e       | hangsúlyosan    | nyílt szótagban              | [ɪə]     | ete [ˈɪətə]                          |
| e       | hangsúlyosan    | r előtt                      | [ɛː]     | werk [vɛːrk]                         |
| e       | hangsúlyosan    | rd, rs, rt előtt             | [æː]     | perd [pæːrt]                         |
| e       | hangsúlyosan    | egyébként                    | [ɛ]      | bed [bɛt]                            |
| e       | hangsúlytalanul | hangsúlytalanul              | [ə]      | se [sə], geskiedenis [xə'skiːdəˌnəs] |
| ê       |                 |                              | [ɛː]     | hê [ɦɛː]                             |
| ee      |                 |                              | [ɪə]     | weet [wɪət]                          |
| i       |                 |                              | [ə]      | kind [kənt]                          |
| î       |                 |                              | [əː]     | wîe [vəː.ə]                          |
| ie      | hangsúlyosan    | nyílt szótagban              | [iː]     | geskiedenis [xə'skiːdəˌnəs]          |
| ie      | hangsúlyosan    | egyébként                    | [i]      | diep [dip]                           |
| ie      | hangsúlytalanul | hangsúlytalanul              | [i]      | die [di]                             |
| o       | hangsúlyosan    | nyílt szótagban              | [ʊə]     | bome [ˈbʊəmə]                        |
| o       | hangsúlyosan    | egyébként                    | [ɔ]      | botte [ˈbɔtə]                        |
| o       | hangsúlytalanul | hangsúlytalanul              | [ɔ]      | op [ɔp]                              |
| ô       |                 |                              | [ɔː]     | môre [ˈmɔːrə]                        |
| oe      | hangsúlyosan    | nyílt szótagban              | [uː]     | moeder [ˈmuːdər]                     |
| oe      | hangsúlyosan    | r előtt                      | [uː]     | broer [ˈbruːr]                       |
| oe      | hangsúlyosan    | egyébként                    | [u]      | boek [buk]                           |
| oe      | hangsúlytalanul | hangsúlytalanul              | [u]      | Windhoek [ˈvəndɦuk]                  |
| oo      |                 |                              | [ʊə]     | boom [bʊəm]                          |
| u       | hangsúlyosan    | nyílt szótagban              | [yː]     | mure [ˈmyːrə]                        |
| u       | hangsúlyosan    | egyébként                    | [œ]      | vurk [fœrk]                          |
| u       | hangsúlytalanul | hangsúlytalanul              | [œ]      | status [ˈsta:tœs]                    |
| uu      | hangsúlyosan    | r előtt                      | [yː]     | muur [myːr]                          |
| uu      | hangsúlyosan    | egyébként                    | [y]      | nuus [nys]                           |
| uu      | hangsúlytalanul | hangsúlytalanul              | [y]      | kultuurlewe [kœlˌtyrˈlɪəvə]          |

Fontos tudni, hogy a szó végi -ns orrhangúvá teszi az előtte álló magánhangzót: Afrikaans [ɐfrəˈkãːs].
Az afrikaans határozatlan névelő (’n) kiejtése [ə].

## Kettőshangzók
A fent már látott e/ee [ɪə] és o/oo [ʊə] mellett a következő kettőshangzók találhatók az afrikaansban:
| Betűk | Hangok | Példák                        |
| ----- | ------ | ----------------------------- |
| aai   | [aːi]  | draai [draːi]                 |
| ai    | [aɪ]   | baie [ˈbaɪ.ə]                 |
| au    | [øʊ̯]   | Australië [øʊ̯stˈraːlə.ə]      |
| eeu   | [iu]   | leeu [liu]                    |
| ei    | [əɪ̯]   | beide [ˈbəɪ̯də]                |
| eu    | [øə]   | seun [søən]                   |
| ieu   | [iu]   | kieue [ˈkiu.ə]                |
| oei   | [ui]   | boei [bui], de: goeie [ˈxujə] |
| ooi   | [oːi]  | nooi [noːi]                   |
| ou    | [øʊ̯]   | oud [øʊ̯t]                     |
| ui    | [œɪ̯]   | suiker [ˈsœɪ̯kər]              |
| y     | [əɪ̯]   | vyf [fəɪ̯f]                    |

Az au és ieu csak ritkán fordul elő, főleg nevekben és idegen eredetű szavakban.
Fontos tudni, hogy a -djie, -tjie kicsinyítőképzők (és esetlegesen az előttuk álló n előtt) a magánhangzók kettőshangzóvá válnak. Néhány példa erre: maatjie [ˈmaːɪ̯ki], kindjie [ˈkəɪ̃ki], hondjie [ˈhɔɪ̃ki], putjie [ˈpœɪ̯ki] stb.
Fontos megjegyezni, hogy előfordulhat, hogy két olyan betű kerül egymás mellé, ami külön szótagban áll, de formáját tekintve kettőshangzónak olvasható, akkor a második betű fölé tréma kerül: hoë [ˈɦʊə.ə]; ez előfordulhat kettős betűvel jelölt hosszú hangoknál is: breë [ˈbrɪə.ə].

## Mássalhangzók
|             | bilabiális | labiodentális | dentális/ alveoláris | posztalveoláris | palatális | veláris | glottális |
| ----------- | ---------- | ------------- | -------------------- | --------------- | --------- | ------- | --------- |
| nazális     | [m]        |               | [n]                  |                 |           | [ŋ]     |           |
| plozíva     | [p] [b]    |               | [t] [d]              |                 |           | [k] [ɡ] |           |
| affrikáta   |            |               |                      | [t͡ʃ] [d͡ʒ]       |           |         |           |
| frikatíva   |            | [f] [v]       | [s] [z]              | [ʃ]             |           | [x]     | [ɦ]       |
| pergőhang   |            |               | [r]                  |                 |           |         |           |
| laterális   |            |               | [l]                  |                 |           |         |           |
| approximáns |            |               |                      |                 | [j]       | [w]     |           |

Ezeket a hangokat az afrikaans helyesírás szerint a következő betűkkel és betűkapcsolatokkal írjuk le:
| Betű(k) | Betű(k)                                                      | Hang(ok) | Példák                     |
| ------- | ------------------------------------------------------------ | -------- | -------------------------- |
| b       | szó végén                                                    | [p]      | rib [rəp]                  |
| b       | máskor                                                       | [b]      | boom [bʊəm]                |
| c       | e, i, y előtt idegen eredetű szavakban, nevekben             | [s]      | Ceylon [ˈsɛɪ̯lɔn]           |
| c       | máskor idegen eredetű szavakban, nevekben                    | [k]      | cursus [ˈkœrsœs]           |
| ch      | mély hangrendű szavakban idegen eredetű szavakban, nevekben  | [x]      | chaos [ˈxaː.ɔs]            |
| ch      | magas hangrendű szavakban idegen eredetű szavakban, nevekben | [ʃ]      | chirurg [ˈʃərœrx]          |
| d       | szó végén                                                    | [t]      | bed [bɛt]                  |
| d       | máskor                                                       | [d]      | dag [dax]                  |
| dj      | a -djie végződésben                                          | [k]      | oondjie [oːɪ̃ki]            |
| dj      | máskor                                                       | [d͡ʒ]     | djati [d͡ʒaːtə]             |
| f       |                                                              | [f]      | fiets [fits]               |
| g       | l/r és e között                                              | [g]      | berge [ˈbɛrgə]             |
| g       | máskor                                                       | [x]      | gaan [ˈgaːn]               |
| gh      | csak idegen eredetű szavakban, nevekben                      | [g]      | gholf [gɔlf]               |
| h       |                                                              | [ɦ]      | hond [ɦɔnt]                |
| j       | angol eredetű szavakban                                      | [d͡ʒ]     | jellie [ˈd͡ʒɛli]            |
| j       | máskor                                                       | [j]      | jonk [ˈjɔŋk]               |
| k       |                                                              | [k]      | kan [kan]                  |
| l       |                                                              | [l]      | lag [lax]                  |
| m       |                                                              | [m]      | man [man]                  |
| n       | c /k/, g, k, q előtt                                         | [ŋ]      | bank [baŋk]                |
| n       | máskor                                                       | [n]      | nael [ˈnaː.əl]             |
| ng      |                                                              | [ŋ]      | sing [səŋ]                 |
| p       |                                                              | [p]      | pers [pæːrs]               |
| qu      | csak idegen eredetű szavakban és nevekben                    | [kv]     | quad [kvat]                |
| r       |                                                              | [r]      | rooi [roːi]                |
| s       |                                                              | [s]      | stem [stɛm]                |
| sch     | szó elején idegen eredetű szavakban, nevekben                | [sk]     | Schoeman [ˈskuman]         |
| sch     | szó(tag) végén idegen eredetű szavakban, nevekben            | [s]      | Stellenbosch [ˈstɛlənˌbɔs] |
| sj      |                                                              | [ʃ]      | sjaal [ʃaːl]               |
| t       |                                                              | [t]      | tafel [ˈtaːfəl]            |
| tj      | a -tjie végződésben                                          | [k]      | nartjie [ˈnarki]           |
| tj      | máskor                                                       | [t͡ʃ]     | tjank [t͡ʃaŋk]              |
| v       | nemzetközi szavakban                                         | [v]      | televisie [ˈtɛləvəsi]      |
| v       | máskor                                                       | [f]      | vis [fəs]                  |
| w       | egy szótagban d, k, s, t után                                | [w]      | dwaal [dwaːl]              |
| w       | máskor                                                       | [v]      | water [ˈvaːtər]            |
| x       | csak idegen szavakban és nevekben található                  | [ks]     | extra [ˈɛkstrɐ]            |
| z       | csak idegen szavakban és nevekben található                  | [s]      | Zoeloe [ˈsuːlu]            |

A kettőzött mássalhangzókat nem ejtjük duplán, akárcsak az angolban vagy a németben: skubbe [ˈskœbə].
A c, ch, qu, sch, x és z csak idegen eredetű szavakban vagy nevekben található meg. „Eredeti” afrikaans szavakban helyette rendre k/s, g/sj, kw, sk/s, ks, s áll. Egyetlen kivétel: a -kus végződésű szavak többes száma mindig -ci [sə]: akademikus [ˈakaˌdɛməkœs] – akademici [ˈakaˌdɛməsə].
Szó végén sohasem állhat w, ilyenkor mindig lecserélődik f-re, ezért ragozás közben ez a két betű váltja egymást: vyf – vywe.